# Пальма (город)
Па́льма (исп. Palma, кат. Palma), часто называемая Па́льма-де-Мальо́рка — главный город и порт испанского автономного сообщества Балеарские острова. Расположен в Пальмской бухте острова Мальорка длиной 25 км и шириной 20 км. Крупный туристический центр. В 2012 году население составляло 407 648 человек, с пригородами — 474 035. В 2017 году численность населения составила 406 492 человека.

## История
Основание города относится к римскому завоеванию Балеарских островов. В 123 году до н. э. Квинт Цецилий Метелл, позднее получивший прозвище Балеарского, обвинил жителей островов в помощи пиратам и завоевал архипелаг. Он же заложил Пальму. Город был перевалочным портом и в административном отношении входил в провинцию Тарраконская Испания.
С 902 года город находился под властью арабов. 31 декабря 1229 года город был взят войсками арагонского короля Хайме Завоевателя. В 1231—1349 годах Пальма входила в состав связанного с Арагоном королевства Мальорка (столицей был расположенный на континенте Перпиньян).
В XVI веке Пальма неоднократно подвергалась налётам средиземноморских пиратов, что отрицательно сказалось на развитии прежде процветавшей торговли. Новый подъём наблюдался после того, как в XVIII веке были сняты ограничения на торговлю с американскими колониями. В 1833 году Пальма стала центром провинции Балеарские острова. В 1996 году прошёл Чемпионат мира по полумарафону.

Теперь я в Пальме среди пальм, кедров, алоэ, апельсиновых и лимонных деревьев, фиг и гранатов. Небо бирюзовое, море синее, а горы изумрудные. Воздух? Что ж, воздух такой же голубой, как и небо, и солнце сияет целый день, и люди ходят в летних одеждах, потому что жарко. Одним словом, жизнь здесь изумительна.
Фредерик Шопен

## Климат
| Показатель                                      | Янв. | Фев. | Март | Апр. | Май  | Июнь | Июль | Авг. | Сен. | Окт. | Нояб. | Дек. | Год  |
| ----------------------------------------------- | ---- | ---- | ---- | ---- | ---- | ---- | ---- | ---- | ---- | ---- | ----- | ---- | ---- |
| Абсолютный максимум, °C                         | 22,4 | 24,4 | 28,6 | 28,0 | 34,2 | 41,4 | 39,9 | 39,8 | 38,2 | 33,2 | 27,6  | 23,0 | 41,4 |
| Средний суточный максимум, °C                   | 15,3 | 15,5 | 17,3 | 19,4 | 22,9 | 27,1 | 29,9 | 30,2 | 27,3 | 23,8 | 19,2  | 16,4 | 22,0 |
| Средняя температура, °C                         | 9,7  | 9,9  | 11,6 | 14,0 | 17,8 | 22,1 | 25,0 | 25,2 | 22,3 | 18,6 | 13,8  | 10,8 | 16,7 |
| Средний суточный минимум, °C                    | 7,3  | 7,3  | 8,6  | 10,6 | 14,0 | 17,8 | 20,8 | 21,4 | 18,9 | 15,6 | 11,4  | 8,6  | 13,5 |
| Абсолютный минимум, °C                          | −4   | −3,4 | −4   | −2   | 1,6  | 6,8  | 12,0 | 11,6 | 5,6  | 0,0  | −2,2  | −2,9 | −4   |
| Норма осадков, мм                               | 39   | 36   | 26   | 38   | 36   | 11   | 5    | 19   | 49   | 63   | 58    | 47   | 426  |
| Температура воды, °C                            | 16,9 | 16,2 | 16,3 | 17,0 | 18,7 | 21,1 | 23,8 | 25,2 | 25,0 | 23,2 | 21,0  | 18,6 | 20,3 |
| Источник: Погода и Климат, Туристический портал |      |      |      |      |      |      |      |      |      |      |       |      |      |

## Достопримечательности
На земле, окружающей собор Пальмы, прежде стоял арабский город, известный в мусульманском мире под названием Медина-Маюрка. От его строений остались только арка на улице Альмудены и арабские бани на улице Серра. Недалеко от собора расположены старинные церкви и богатые дома, принадлежавшие знати и купцам.
Строительство готического кафедрального собора началось в 1231 году при короле Хайме II на месте арабской мечети. Освящён в 1601 году. Благодаря своим многочисленным большим окнам собор Пальмы считается самым светлым готическим собором Средиземноморья.

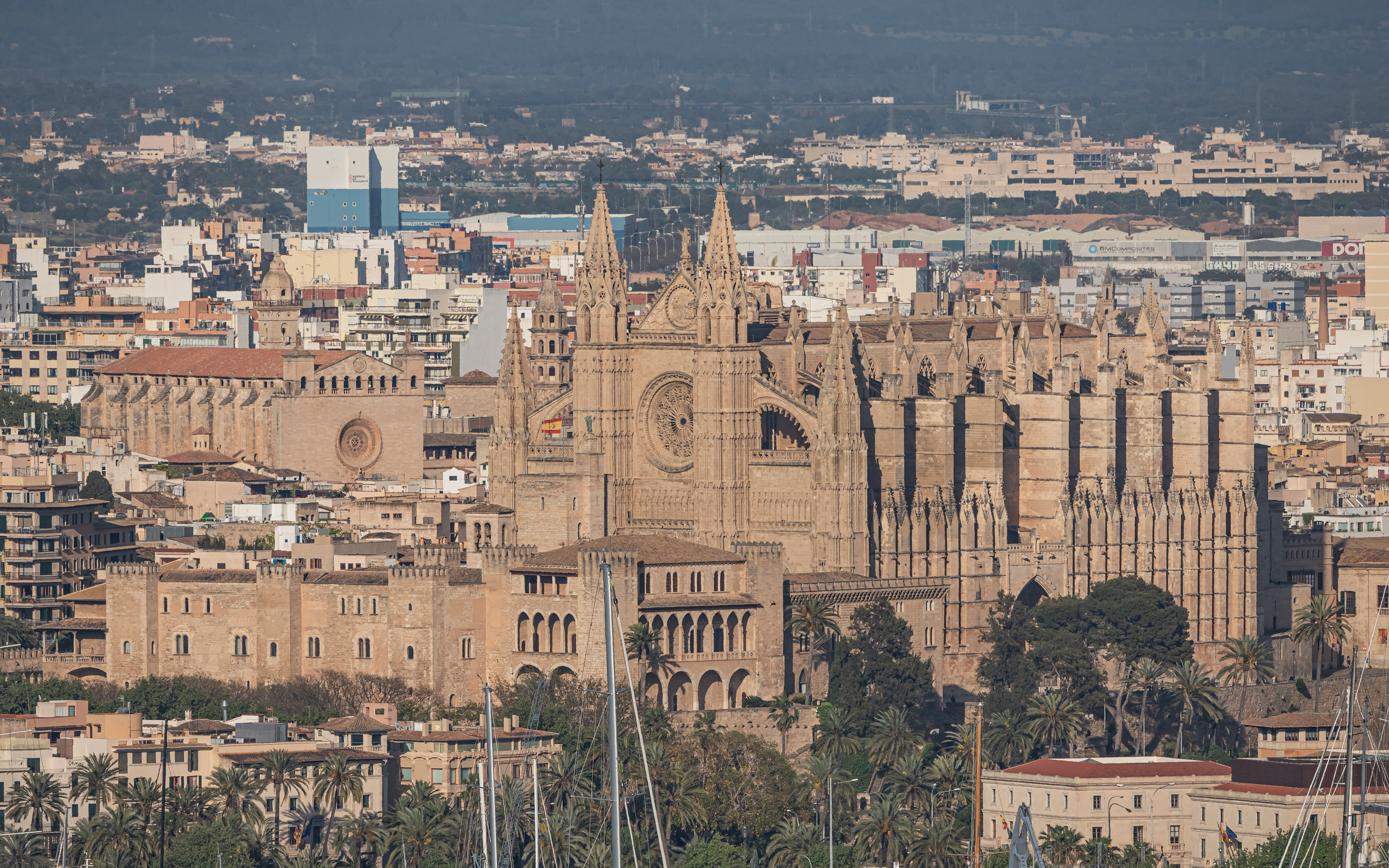
Вид на городской собор

Готическая церковь Св. Франциска построена в XIV веке, хотя её фасад был перестроен в конце XVIII века. Одна из её восьмиугольных часовен с украшениями в стиле ренессанс и барокко хранит с XV века саркофаг Раймунда Луллия.
Королевский дворец Альмудена (Almudaina) был построен в XIII веке на фундаменте существовавшей здесь до этого арабской крепости-алькасара. Король Хайме II превратил его в свой королевский дворец.
Символ прошлого процветания Пальмы — сооружение, известное как Са-Льоджа (Sa Llotja) и служившее торговцам фондовой биржей. Са-Льоджа является сейчас выставочным центром. Рядом расположено Морское консульство (Consolat de Mar), построенное в XVII веке, с картинной галереей в ренессансном стиле. Сейчас здесь находится резиденция Правительства автономной области, а первоначально здесь размещался Арбитраж по вопросам морской торговли. Фасад здания украшен арками эпохи Возрождения.
Туристический бум 1960-х годов превратил Мальорку в один из самых развитых средиземноморских центров туризма. Члены испанской королевской семьи проводят каникулы в Маривентском дворце, недалеко от Пальмы.

## Экономика

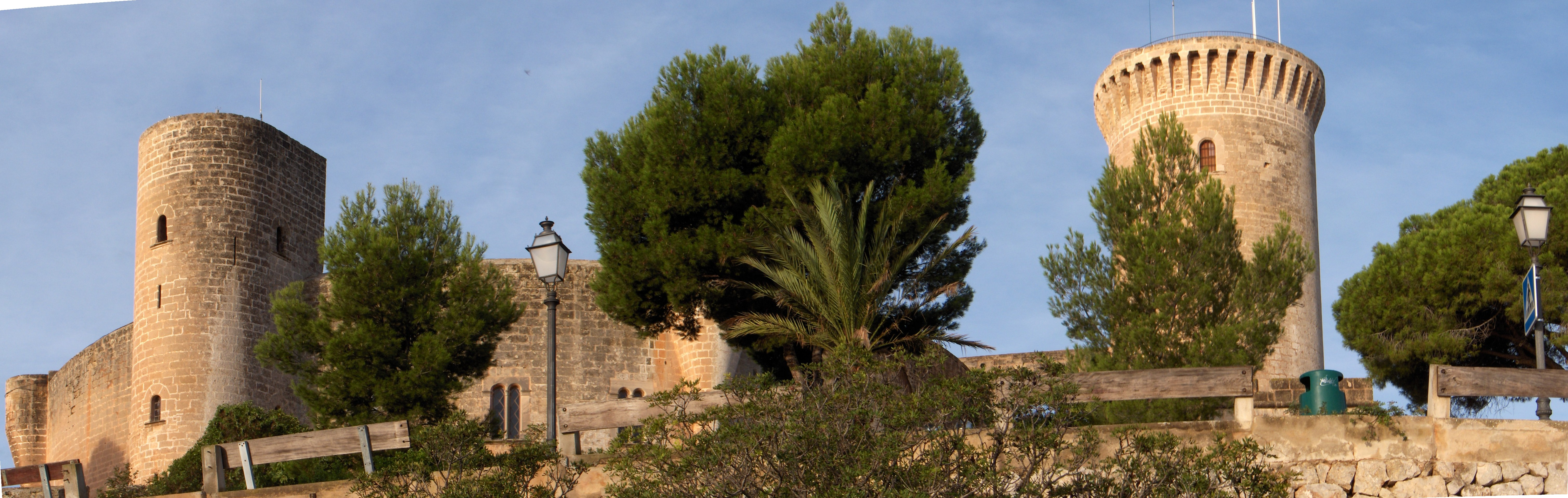
Крепость Бельвер на холме к северу от города

Хлопчатобумажные прядильни и ткацкие фабрики, производство шёлковых тканей, бумаги, мыла, свечей, кожевенных изделий, мебели, музыкальных инструментов, искусственного жемчуга. Мукомольное и маслобойное производство. Гавань защищена молом (длиной 385 м), имеет маяк, доступна для больших кораблей.
Университет Балеарских островов, учительская семинария, мореходная школа, академия художеств, музыкальное училище, две публичные библиотеки, театр. В окрестностях — красивый замок Бельвер (XIII век) и вилла Мирамар австрийского эрцгерцога Людвига Сальватора.
Почти полное отсутствие питьевой воды, необходимость её завоза и подземной добычи — серьёзное препятствие в развитии города и всего острова.
Один из крупнейших аэропортов Европы. В 2007 году открыт метрополитен.

## Городской транспорт
В Пальме действует система автобусных маршрутов и метрополитен. Планируется строительство трамвайной линии. По состоянию на январь 2012 года существует 31 автобусный маршрут.
Открыт в предварительном режиме 25 апреля 2007 года. Представляет собой 2 линии, одна длиной 7,2 км с 9 станциями, соединяющую центр города (станция «Пласа-де-Эспанья») с университетом Балеарских островов (станция «Университат де лес Ильес Балеарс»). Другая, 8,3 км с 8 станциями, соединяет центр города, площадь Испании с близлежащим городом Маракси. Время в пути по каждой из двух линий около 20 мин. Метро эксплуатируется государственными железными дорогами Мальорки (Servicios Ferroviarios de Mallorca).

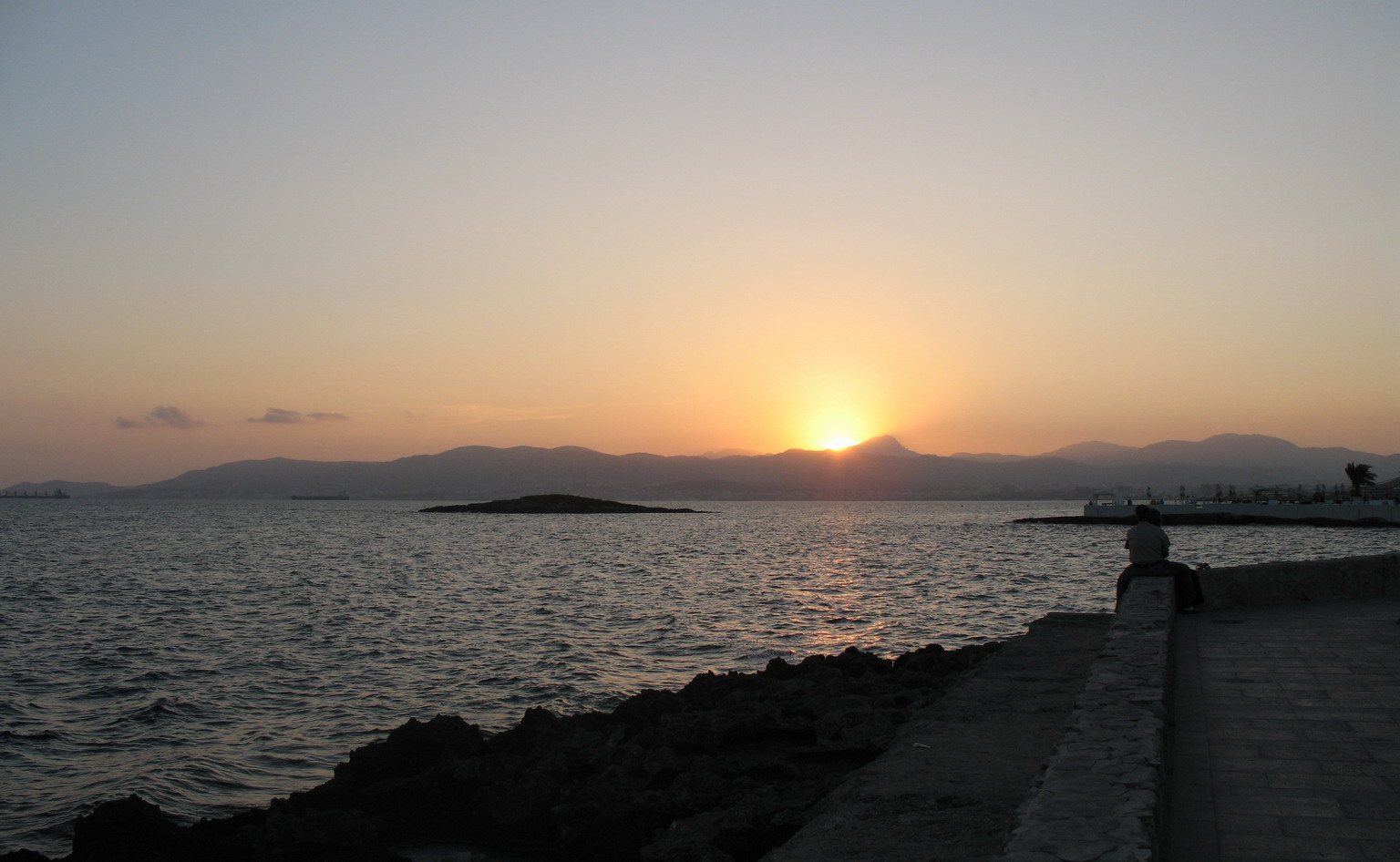
Закат в бухте Пальмы

## Города-побратимы
- Лас-Пальмас-де-Гран-Канария, Испания
- Альгеро, Италия
- Дюссельдорф, Германия
- Мар-дель-Плата, Аргентина

## Известные уроженцы и жители
- Мария дель Мар Бонет-и-Вердагер (р. 1947) — испанская и каталонская певица и композитор.
- Хорхе Лоренсо (р. 1987) — испанский мотогонщик, чемпион мира 2006 и 2007 г. (250 сс) и 2010 и 2012 г. (MotoGP).
- Луис Салом (1991—2016) — испанский мотогонщик.
- Марко Асенсио (р. 1996) — испанский футболист, полузащитник мадридского «Реала», победитель Лиги Чемпионов 2016/17
- Альберт Риера (р. 1982) — испанский футболист, крайний левый полузащитник и защитник.
- Рафаэль Надаль (р. 1986) — испанский теннисист мирового класса.
- Росси де Пальма (р. 1964) — испанская актриса.[3]

## В астрономии
В честь города назван астероид (372) Пальма, открытый в 1893 году.